# Battle of Rabit Town
Battle of Rabit Town er en dokumentarfilm fra 2008 instrueret af Christian Pagh.

## Handling
Filmen tegner et portræt af to menneskeskæbner som et billede på, hvordan Brasiliens nye demokrati fungerer i gadens virkelighed.